# Rhodohypoxis
Genre
Rhodohypoxis est un genre de plantes monocotylédones de la famille des Hypoxidaceae, originaire d'Afrique australe, qui comprend six espèces acceptées. Certains auteurs le considèrent comme un synonyme de Hypoxis L. Ce sont des plantes de petite taille, géophytes à bulbe, couramment cultivées comme plantes bulbeuses ornementales.

## Liste d'espèces
Selon BioLib (9 juillet 2021) :
- Rhodohypoxis baurii (Baker) Nel
- Rhodohypoxis deflexa Hilliard & B.L.Burtt
- Rhodohypoxis incompta Hilliard & B.L.Burtt
- Rhodohypoxis milloides (Baker) Hilliard & B.L.Burtt
- Rhodohypoxis rubella (Baker) Nel
- Rhodohypoxis thodiana (Nel) Hilliard & B.L.Burtt